# Pietro Filippo Scarlatti
Pietro Filippo Scarlatti (Roma, 5 gennaio 1679 – Napoli, 22 febbraio 1750) è stato un compositore, organista e maestro di coro italiano, figlio primogenito del compositore Alessandro Scarlatti e fratello del più famoso Domenico.
Iniziò la sua carriera musicale nel 1705 come maestro del coro della cattedrale di Urbino. Tre anni dopo, nel 1708, il padre lo portò a Napoli, dove divenne organista di corte. Nel 1728 la sua unica opera, Clitarco (la cui partitura è andata perduta), venne messa in scena per la prima volta al Teatro San Bartolomeo. Fra i suoi lavori principali vi sono tre cantate e diverse toccate.

## Lavori
- Giacobbe (oratorio, 1705, Urbino)
- Sant'Andrea apostolo (oratorio, 1706, Urbino)
- La sposa de cantici (dialogo, 1706, Urbino)
- Clitarco, o sia La più fedel tra gli amici (dramma per musica, 1728, Napoli)
- Care luci del ben mio (cantata per contralto e tre strumenti)
- Scusatemi signora (cantata per soprano e basso continuo)
- Altre cantate
- 3 minuetti per violino
- 4 bassi numerati
- 21 toccate clavicembalo